# Dakota (film)
Dakota – amerykański western z 1945 z Johnem Wayne'em w roli głównej.

## Obsada
- John Wayne jako John Devlin[1]
- Vera Ralston jako Sandy Poli/Devlin[1]
- Walter Brennan jako Kapitan Bounce[1]
- Ward Bond jako Jim Bender[1]
- Ona Munson jako "Jersey" Thomas[1]